# Moscou sous la neige
Pour plus de détails, voir Fiche technique et Distribution.

Moscou sous la neige (en russe : Москва в снежном убранстве, en anglais : Moscow Clad in Snow) est un film documentaire de Joseph-Louis Mundwiller, sorti en 1909.

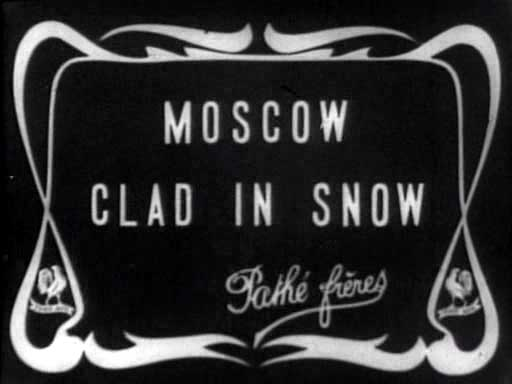

## Synopsis
Types de vieux Moscou.
Le film est en quatre parties. Tout d'abord, la caméra filme le pont du Kremlin et Maréchal. Traîneaux sont stationnés dans les rangées. Traîneaux monter et descendre une rue très fréquentée. Ensuite, nous visitons le champignon et marché aux poissons où les gens du commun de travail et une boutique. En Petrovsky Parc sont les bien-nantis. Les hommes sont en grande manteaux. Un fichier de six ou sept dernières ski féminin sur une ruelle étroite. Dernière, il y a une vue générale de Moscou. Un long panoramique nous mène à une vue au-dessus du bord du fleuve où le film a commencé.

## Fiche technique
- Titre : Moscou sous la neige
- Titre original : Москва в снежном убранстве
- Réalisation : Joseph-Louis Mundwiller
- Société de production : Pathé, France
- Dates de sortie :  États-Unis : 9 avril 1909

## Faits intéressants
- Le film est intrinsèquement muet. Dans sa version restaurée, il est accompagné de la musique d'Alexandre Borodine.